# Osterhausen (Adelsgeschlecht)

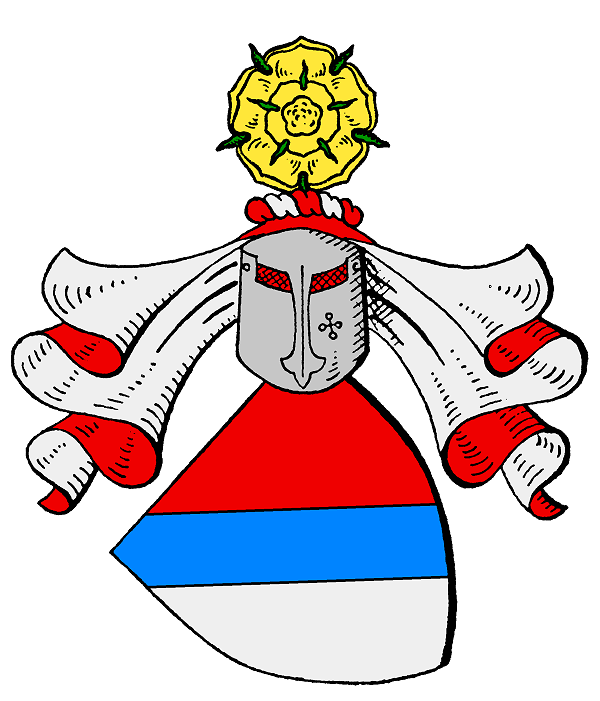
Wappen derer von Osterhausen

Osterhausen ist der Name eines alten sächsisch-thüringischen Adelsgeschlechts mit dem gleichnamigen Stammhaus Osterhausen im Amt Sittichenbach, das später auch in Hessen und Preußen zu Besitz und Ansehen gelangte.

## Geschichte
Das Geschlecht erscheint urkundlich erstmals im Jahr 1200 mit Albert von Osterhausen und beginnt seine ununterbrochene Stammreihe mit Melchior von Osterhausen (urkundlich 1491–1503) auf Gatterstädt bei Querfurt. Thilo, Sohn des Melchior und der Helene von Reblingen, hatte mit Barbara von Halsberg einen Sohn Hans (I.). Die Söhne des Hans (I.) und der Anna Barbara von Kayn(en) waren Hans Georg, kursächsischer Rittmeister, Hauptmann auf der Rudelsburg und Amtsschösser zu Freyburg, Eckartsberga und Weißenfels und Hans (II.), kursächsischer Oberst zu Ross. Hans Georg von Osterhausen hatte 1581 die Rudelsburg, Crölpa, Freiroda, Kreipitzsch und Gatterstädt inne, welche er von der Familie von Bünau auf Teuchern erworben hatte. 1598 erwarb Hans Georg auch den Rittersitz zu Gleina und das aus vier Siedelhöfen zusammengesetzte Lehnsgut.
1605 erhielt Bastian von Osterhausen, Herr auf Rudelsburg, Kreipitzsch und Gatterstädt, die Kanzleischriftsässigkeit in Gleina von Kurfürst Christian II. Er stand somit als erste Gerichtsinstanz unter dem obersten Landesherren, auch gehörte ihm nun die Gerichtsbarkeit in Dorf und Flur über die Gleinaer Untertanen. 1621 waren die von Osterhausen auch Lehnsherren des Dorfes Steigra. 1671 verkaufte die Familie die Rudelsburg, zusammen mit Kreipitzsch und der Saalecksburg an die Familie von Kreutzen.
Um 1683 verkaufte Georg Sebastians Enkel Georg Heinrich von Osterhausen, hochfürstlich sächsischer, hochbestallter Kammerjunker und Oberforst- und Wildmeister das Gut Gleina samt Rittersitz, der Schriftsässigkeit und den Gerichtsbefugnissen an Johann Adolph von Marschall.
Begütert war die Familie  in Sachsen und Thüringen unter anderem in Böhlen, Gatterstädt, Gleina, Ilmnitz, Kreipitzsch, Lockwitz, Moderwitz, Nickern, Oldenrode, Poderschau, Reinhardtsgrimma, Rüben, Rudelsburg, Steinau, Wagau.
Aufnahme in die althessische Ritterschaft am 16. Mai 1830 für die Brüder Carl, Kurfürstlich hessischer Kammerherr und Hofmarschall, und Friedrich von Osterhausen, Kurfürstlich hessischer Oberforstmeister.

## Wappen
Das Wappen ist durch einen blauen Schrägrechtsbalken von Rot und Silber geteilt. Auf dem Helm mit rot-silbernen Decken eine goldene Rose mit grünen Kelchblättern.
Statt eines blauen ist auch ein aschfarbener (Siebmacher) oder auch schwarzer oder goldener Balken möglich. Es gibt auch ein rotes Wappen, das durch einen silbernen Schrägbalken geteilt ist. Der Helm kann statt rot silbern bewulstet auch bekrönt und die Rose kann statt Gold in Rot sein.

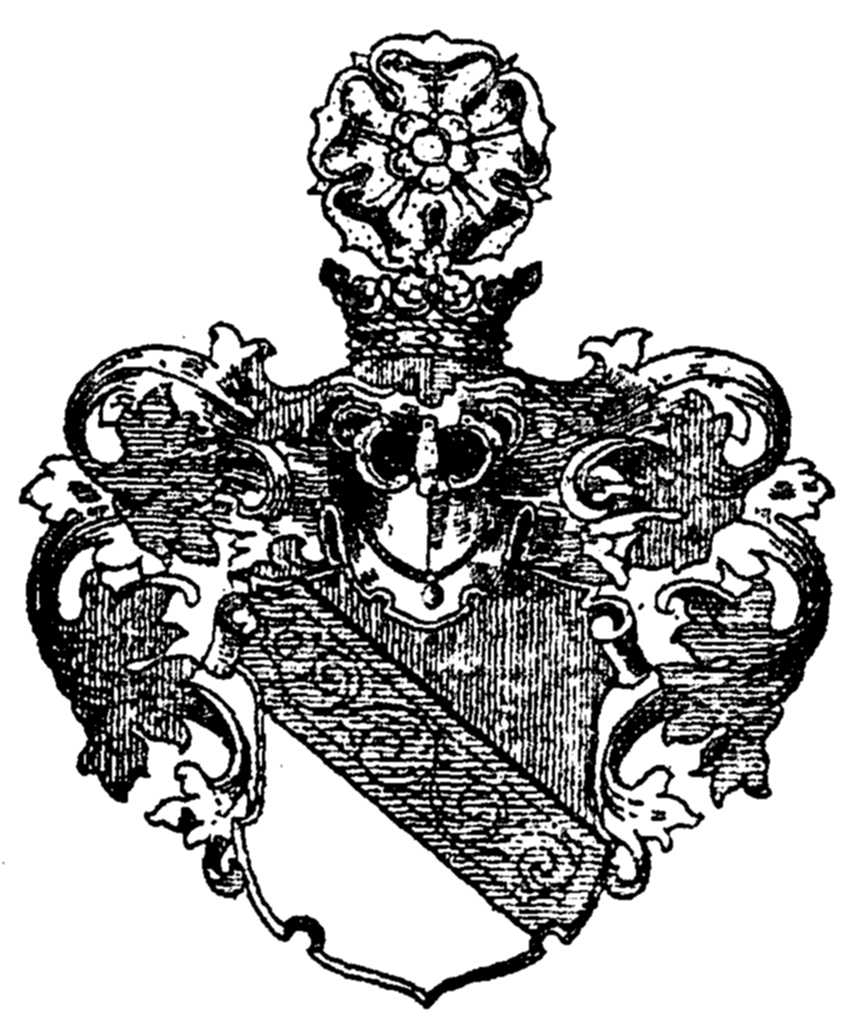
Wappen der Osterhausen im Jahrbuch des Deutschen Adels
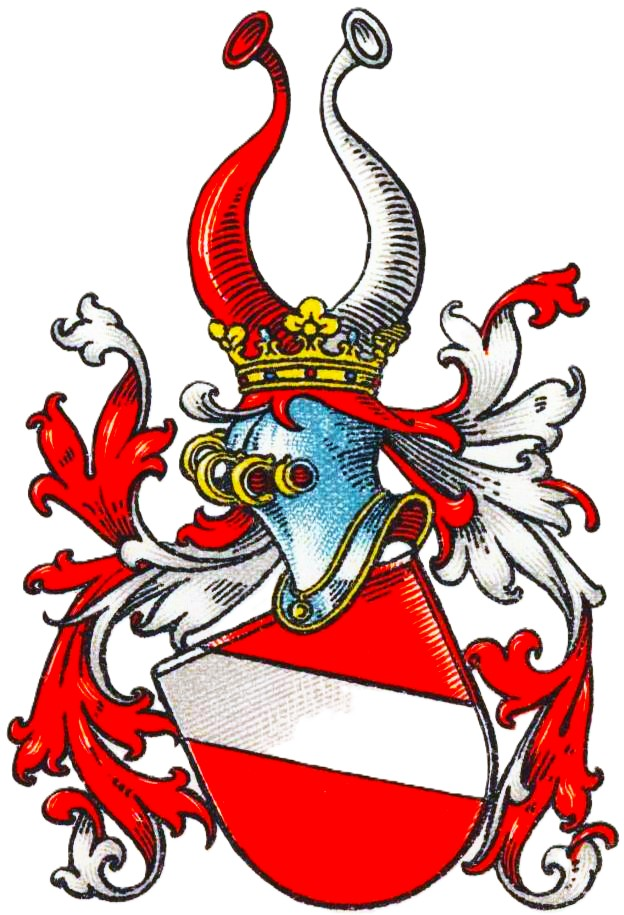
Wappen derer von Osterhausen im Wappenbuch des Westfälischen Adels

## Persönlichkeiten
- Hans George von Osterhausen († 1603), kursächsischer Hauptmann der Ämter Weißenfels, Freyburg und Eckartsberga, Besitzer der Rittergüter Gatterstädt, Gleina und Rudelsburg
  - Georg Sebastian von Osterhausen (1575–1650), Sohn des Obigen, Rittergutsbesitzer
    - Hans Georg von Osterhausen (1603–?), Sohn des Obigen, Hofbeamter und Küchenmeister in schleswig-holsteinischen Diensten, Mitglied der Fruchtbringenden Gesellschaft („der Hochverliebte“)

  - Johann Georg von Osterhausen († 1627), kurfürstlich-sächsischer Hofmarschall
  - Melchior von Osterhausen († 1614)
    - Johann Siegmund von Osterhausen (1613–1679), Dompropst des Stifts Naumburg, fürstlich-sächsischer Rat, Hofrichter am Hofgericht Jena, Inspektor der Landesschule Pforta, Gerichts- und Lehnsherr der Stadt Osterfeld
- Christian von Osterhausen (vor 1644–nach 1660), kursächsischer Hofmarschall und Groß-Prior des Malteser-Ordens und Verfasser von Fachschriften zu diesem
- Hans Thilo von Osterhausen (1595–1651), Sachsen-Eisenachischer Wittthumskammerherr, Mitglied der Fruchtbringenden Gesellschaft („der Zertreibende“)